# فرودگاه بین‌المللی مورتالا محمد
فرودگاه بین‌المللی مورتالا محمد (به انگلیسی: Murtala Muhammed International Airport) (یاتا: LOS، ایکائو: DNMM) یک فرودگاه بین‌المللی است که یک باند فرود آسفالت دارد و طول باند آن ۳۹۰۰ متر است. این فرودگاه در شهر ایکجا، ایالت لاگوس کشور نیجریه قرار دارد و در ارتفاع ۴۱ متری از سطح دریا واقع شده‌است.

## شرکت‌های هواپیمایی و مقصدهای پروازی

### مسافری

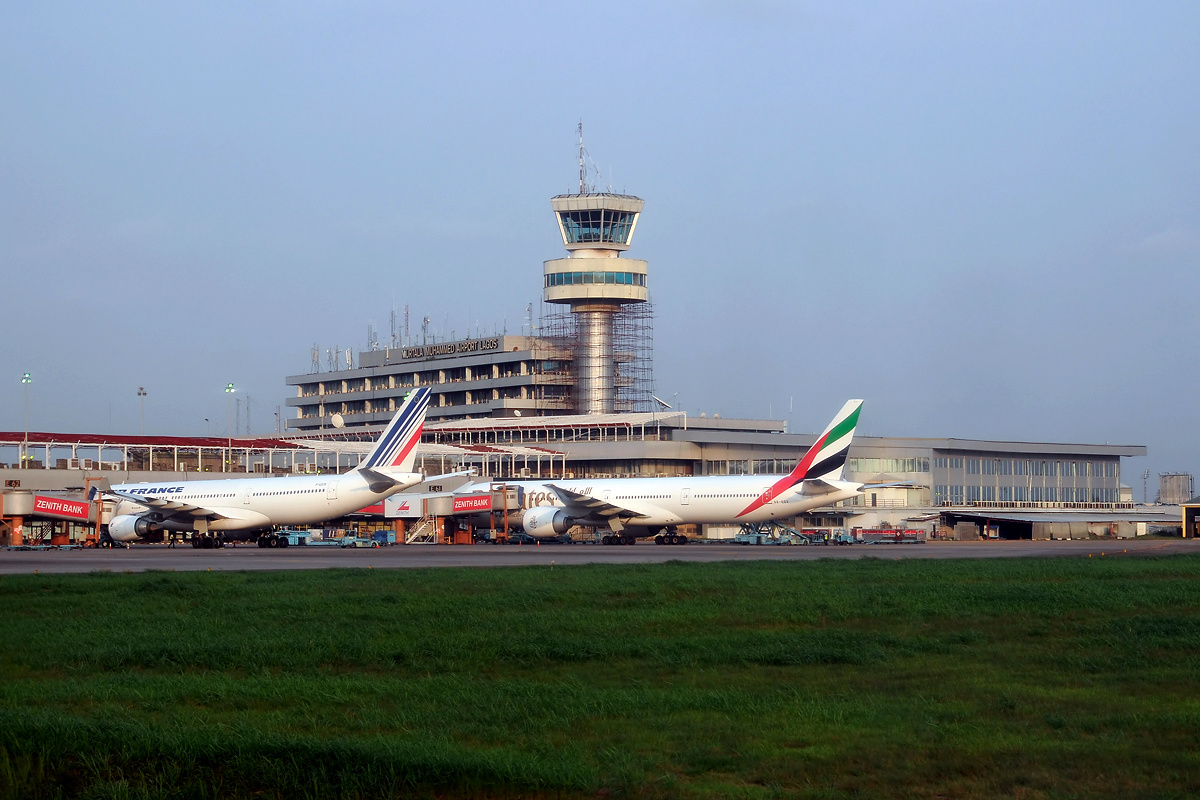
ایر فرانس Airbus A330-300 and هواپیمایی امارات Boeing 777-300ER at Murtala Muhammed International Airport, July 2013

| شرکت‌های هواپیمایی       | مقصدهای پروازی |
| ----------------------- | --- |
| Aero Contractors        | ننامدی آزیکیوه، کوتوکا، اسابا، بنین، مارگارت اکپو، اکانو ایبیام، مالام آمینو کانو، سام مبکو، پورت هارکورت، اکوا ایبوم |
| ایر ساحل عاج            | پورت بوئت |
| Africa World Airlines   | کوتوکا |
| ایر فرانس               | شارل دوگل پاریس |
| Air Peace               | ننامدی آزیکیوه، کوتوکا، اسابا، مارگارت اکپو، اکانو ایبیام، Kebbi، سام مبکو، پورت هارکورت |
| آریک ایر                | پورت بوئت، ننامدی آزیکیوه، کوتوکا، اسابا، بانجول، بنین، مارگارت اکپو، کژیون، لئوپولد سدار سنگور، دوالا، اکانو ایبیام، لونگی، یاکوبو گوون، کادونا، مالام آمینو کانو، لیبرویله، کواترو دو فرویرو، رابرتس، سام مبکو، پورت هارکورت، اکوا ایبوم، واری |
| ASKY Airlines           | دوالا، لیبرویله، لومه-توکین |
| Azman Air               | ننامدی آزیکیوه، مالام آمینو کانو |
| بریتیش ایرویز           | هیترو لندن |
| دانا ایر                | ننامدی آزیکیوه، کوتوکا، پورت هارکورت، اکوا ایبوم |
| دلتا ایرلاینز           | هارتسفیلد-جکسون آتلانتا |
| DiscoveryAir Nigeria    | ننامدی آزیکیوه |
| هواپیمایی مصر           | قاهره |
| هواپیمایی امارات        | دوبی |
| هواپیمایی اتیوپی        | بوول |
| هواپیمایی اتحاد         | ابوظبی |
| First Nation Airways    | ننامدی آزیکیوه، پورت هارکورت |
| کنیا ایرویز             | جومو کنیاتا |
| کاال‌ام                  | اسخیپول آمستردام |
| لوفت‌هانزا               | فرانکفورت |
| Med-View Airline        | ننامدی آزیکیوه، کوتوکا، اکانو ایبیام، ملک عبدالعزیز، مالام آمینو کانو، گاتویک، پورت هارکورت، یولا |
| مریدیانا1               | میلانو مالپنسا |
| هواپیمایی خاورمیانه     | پورت بوئت، رفیق حریری بیروت |
| اوورلند ایرویز          | اسابا، ایبادان، ایلورین |
| هواپیمایی قطر           | حمد |
| هواپیمایی پادشاهی مراکش | محمد پنجم |
| رواندایر                | کیگالی |
| هواپیمایی آفریقای جنوبی | اولیور تامبو |
| ترکیش ایرلاینز          | آتاترک |
| ویرجین آتلانتیک         | هیترو لندن |

Notes
^1 : مریدیانا's flight from میلانو مالپنسا to Lagos continues to کوتوکا، but the initial outbound from میلانو مالپنسا to Lagos is nonstop. Meridiana does not have local traffic rights on the مرتلا محمد – ACC sector.

### باری
| شرکت‌های هواپیمایی                    | مقصدهای پروازی                                        |
| ------------------------------------ | ----------------------------------------------------- |
| ایر فرانس                            | انجامنا، شارل دوگل پاریس                              |
| Allied Air                           | اوستند-بروگس                                          |
| کارگولوکس                            | لوگزامبورگ - فیندل                                    |
| دی‌اچ‌ال اوییشن اجرا توسط ای‌بی‌ایکس ایر | کوتوکا، باماکو-سانوو، بروکسل                          |
| امارات اسکای‌کارگو                    | آل مکتوم                                              |
| هواپیمایی اتیوپی                     | کوتوکا، بوول، کیگالی، لیژ، هیترو لندن                 |
| هواپیمایی اتحاد                      | ابوظبی، جومو کنیاتا                                   |
| لوفت‌هانزا کارگو                      | فرانکفورت، اولیور تامبو                               |
| هواپیمایی قطر                        | کوتوکا، حمد                                           |
| هواپیمایی سعودی                      | آل مکتوم، ملک عبدالعزیز، جومو کنیاتا، ملک خالد، شارجه |
| ترکیش ایرلاینز                       | آل مکتوم، آتاترک                                      |